# Saint-Élix
Saint-Élix è un comune francese di 198 abitanti situato nel dipartimento del Gers nella regione dell'Occitania.

## Società

### Evoluzione demografica
Abitanti censiti